# Carzano
Carzano là một đô thị ở tỉnh Trento ở vùng Trentino-Alto Adige/Südtirol của Ý, tọa lạc cách 30 km về phía đông của Trento. Tại thời điểm ngày 31 tháng 12 năm 2004, đô thị này có dân số 502 người và diện tích là 1,7 km².
Carzano giáp các đô thị: Telve, Scurelle, và Castelnuovo.